# François Englert
François Englert (Bruselas, 6 de noviembre de 1932) es un físico teórico belga, profesor emérito de la Universidad Libre de Bruselas (ULB), donde es miembro del Servicio de Física Teórica. También es Profesor Sackler por Designación Especial en la Escuela de Física y Astronomía de la Universidad de Tel Aviv, Israel, y miembro del Instituto de Estudios de Quantum en la Universidad Chapman, California. En octubre de 2013 fue galardonado con el Premio Nobel de Física, junto a Peter Higgs por el descubrimiento del mecanismo de Higgs.

## Primeros años
François Englert es un superviviente del Holocausto, nacido en el seno de una familia judía. Durante la ocupación alemana de Bélgica, en la II Guerra Mundial, tuvo que ocultar su identidad judía viviendo en orfanatos y hogares para niños en las diferentes ciudades belgas de Dinant, Lustin, Stoumont y, por último, Annevoie-Rouillon, donde fue liberado por el Ejército de los Estados Unidos.

## Carrera académica
Se graduó como ingeniero eléctrico-mecánico en 1955 de la Universidad Libre de Bruselas (ULB), donde obtuvo su doctorado en ciencias físicas en 1959. Desde 1959 hasta 1961, trabajó en la Universidad de Cornell, primero como investigador asociado de Robert Brout y luego como profesor adjunto. A continuación, regresó a la ULB, donde se convirtió en un profesor universitario y se unió allí por Robert Brout. A partir de 1980 ellos encabezaron el grupo de física teórica. En 1998 se convirtió en Emeritus.

## El mecanismo Brout-Englert-Higgs
En colaboración con Robert Brout, propuso el mecanismo de Brout-Englert-Higgs para explicar la masa de partículas elementales. Un mecanismo similar fue propuesto simultáneamente por Peter Higgs a cuyo nombre se ha asociado el bosón de Higgs, también llamado bosón de Brout-Englert-Higgs.
El Mecanismo Brout-Englert-Higgs es el fundamento de la teoría electrodébil de partículas elementales y sentó las bases de una visión unificada de las leyes básicas de la naturaleza.

## Premios y condecoraciones
Se le concedió, junto con Robert Brout y Peter Higgs, el Premio de Altas Energías y Partículas de la Sociedad Europea de Física en 1997 y el Premio Wolf de Física en 2004 por el «mecanismo que unifica a corto y largo alcance interacciones a través de la generación masiva de bosones vectores gauge». Hizo importantes contribuciones a la física estadística, teoría cuántica de campos, la cosmología, la teoría de cuerdas y supergravedad.
En 2013 fue galardonado con el Premio Nobel de Física y el Premio Príncipe de Asturias de Investigación Científica y Técnica junto a Peter Higgs y el CERN.
Por real decreto, el 8 de julio de 2013 fue ennoblecido como barón por el rey Alberto II de Bélgica.